# Ducker
Die Ducker (Cephalophini, im südlichen Afrika aus dem Afrikaans als Duiker bekannt) sind eine in Afrika beheimatete Tribus der Hornträger. Es handelt sich um kleine, zum Großteil waldbewohnende Antilopen. Obwohl sie weitgehend unbekannt sind, handelt es sich bei ihnen um ein sehr artenreiches Taxon.

## Merkmale
Die kleinsten Arten sind nicht größer als ein Hase, die größten aber können ein Reh an Größe übertreffen. Die Kopf-Rumpf-Länge schwankt je nach Art zwischen 60 und 170 cm, die Schulterhöhe zwischen 40 und 80 cm, und das Gewicht liegt zwischen 3,5 und 80 kg. Der Schwanz misst etwa 5 bis 10 cm. Die Färbung variiert zwischen den Arten. Oft ist die Oberseite in einem Braunton gefärbt, während die Unterseite deutlich heller ist. Einige Arten haben gelblich oder rötlich schimmerndes Fell, und der Zebraducker hat ein zebraartiges Streifenmuster. Beide Geschlechter (Gattung Cephalophus) oder nur die Männchen (Gattungen Philantomba und Sylvicapra) tragen Hörner. Diese setzen etwas weiter hinten an und sind kurz und nach hinten gerichtet. Bei manchen Arten werden sie von der Kopfbehaarung vollkommen verdeckt. Am Schädel tritt ein deutlich verdicktes Stirnbein auf, das teilweise stark verknöchert ist und als Ramme dient. Zudem ist der Gehirnschädel im Vergleich zu anderen Boviden stark vergrößert.

## Verbreitung
Alle Arten leben in Afrika südlich der Sahara und hier mehrheitlich im Bereich der tropischen Regenwälder West- und Zentralafrikas. Hier führen sie eine so verborgene Lebensweise, dass noch immer neue, bisher unbekannte Arten entdeckt werden. Jene Arten, die nicht im Regenwald leben, suchen auch den Schutz dichten Buschwerks. Niemals sieht man Ducker in offener Savanne. Im Gebirge kann man einige Arten bis in Höhen von 3500 m antreffen.

## Lebensweise

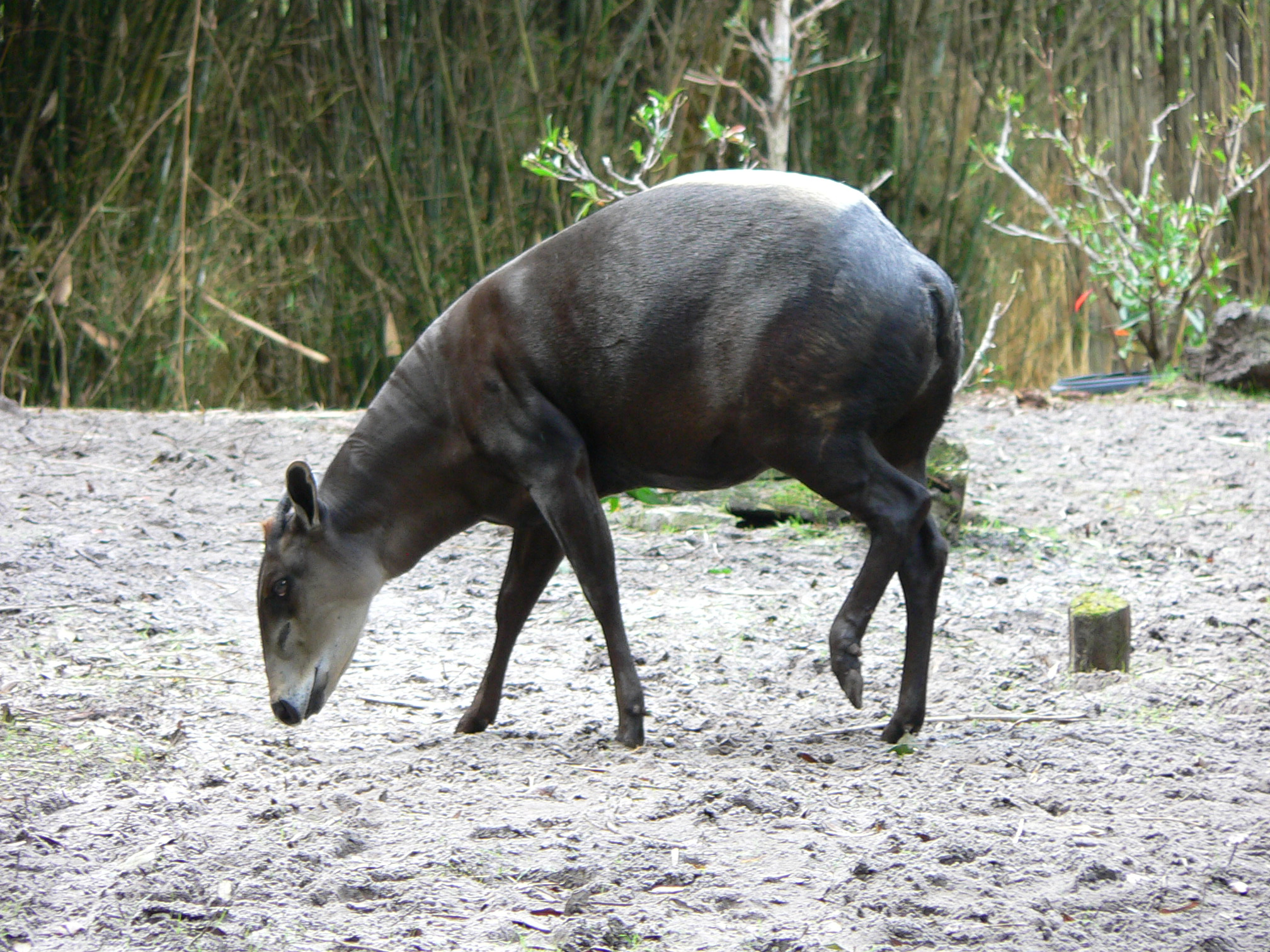
Gelbrückenducker

Der geringe Bekanntheitsgrad der Ducker hängt sicherlich damit zusammen, dass sie in freier Wildbahn kaum zu beobachten sind, da sie hauptsächlich nachtaktiv sind, sich stets im Bereich möglichst dichten, unwegsamen Pflanzengewirrs aufhalten und darüber hinaus sehr scheu sind. Bei der geringsten Störung fliehen sie durch das Unterholz. Hiermit hängt auch ihr Name zusammen, der vom Afrikaans-Wort duiker abgeleitet wurde und „Ducker“ bedeutet.
Die Nahrung sind Gräser, Blätter, Früchte, Knollen und Blüten. Zumindest der Kronenducker wurde dabei beobachtet, dass er gelegentlich auch Insekten, Frösche, kleine Vögel, Mäuse und Aas fraß; es wird angenommen, dass andere Arten sich ebenso verhalten, was für einen Wiederkäuer recht ungewöhnlich ist.
Ducker leben einzelgängerisch oder paarweise. Gegen Geschlechtsgenossen verhalten sich Männchen wie Weibchen sehr aggressiv. An den Grenzen der Eigenbezirke kommt es oft zu Kämpfen, die mit den kleinen Hörnern ausgetragen werden. Die Weibchen bringen nach einer Tragzeit von 120 Tagen ein einzelnes Junges zur Welt.

## Systematik

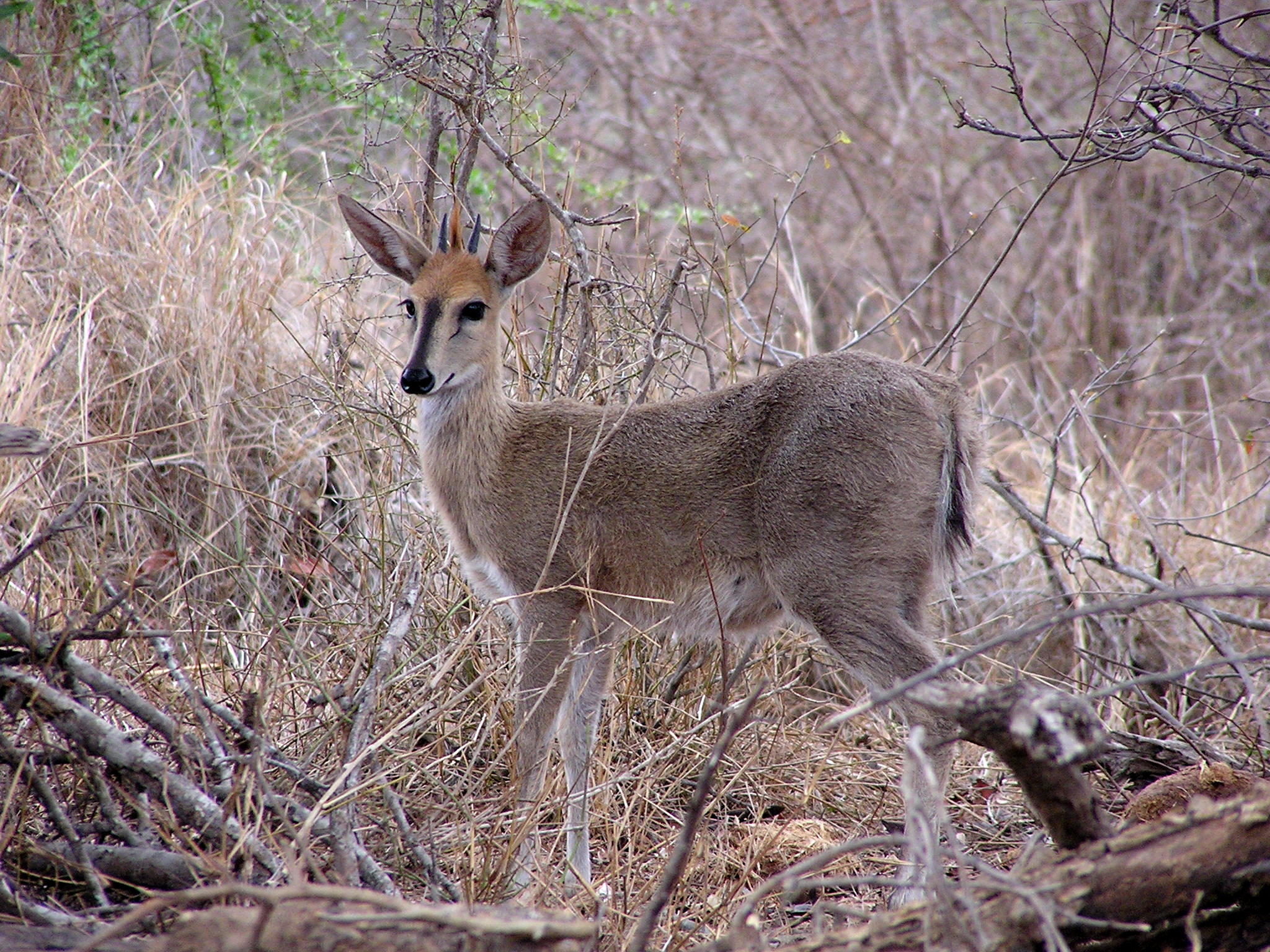
Kronenducker

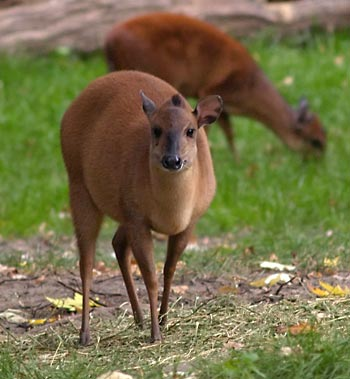
Rotducker

Derzeit sind mehr als 40 Arten bekannt, die sich auf sechs Gattungen aufteilen:
- Tribus Cephalophini Blyth, 1863 (Ducker)

- Gattung Sylvicapra Ogilby, 1837

- Senegal-Kronenducker (Sylvicapra coronata (Gray, 1842))
- Kronenducker (Sylvicapra grimmia (Linnaeus, 1758))
- Sahel-Kronenducker (Sylvicapra pallidor Schwarz, 1914)

- Gattung Philantomba Blyth, 1840

- Ostafrika-Blauducker (Philantomba aequatorialis (Matschie, 1892))
- Angola-Blauducker (Philantomba anchietae (Bocage, 1879))
- Simbabwe-Blauducker (Philantomba bicolor (Gray, 1863))
- Kongo-Blauducker (Philantomba congica (Lönnberg, 1908))
- Malawi-Blauducker (Philantomba hecki (Matschie, 1897))
- Sambia-Blauducker (Philantomba defriesi (Rothschild, 1904))
- Tansania-Blauducker (Philantomba lugens (Thomas, 1898))
- Maxwell-Ducker (Philantomba maxwelli (C. H. Smith, 1827))
- Bioko-Blauducker (Philantomba melanorhea (Gray, 1846))
- Blauducker oder Kap-Blauducker (Philantomba monticola (Thunberg, 1789))
- Simpson-Blauducker (Philantomba simpsoni (Thomas, 1910))
- Verheyen-Ducker (Philantomba walteri Colyn, Hulselmans, Sonet, Oudé, De Winter, Natta, Nagy & Verheyen, 2010)

- Gattung Cephalophula Knottnerus-Meyer, 1907

- Zebraducker (Cephalophula zebra (Gray, 1838))

- Gattung Leucocephalophus Bärmann, Fonseca, Langen & Kaleme, 2022

- Sansibar-Ducker (Leucocephalophus adersi (Thomas, 1918))

- Gattung Cephalophus C. H. Smith, 1827

- Kongo-Schwarzrückenducker (Cephalophus castaneus Thomas, 1892)
- Östlicher Gelbrückenducker (Cephalophus curticeps Grubb & Groves, 2001)
- Schwarzrückenducker (Cephalophus dorsalis Gray, 1846)
- Jentink-Ducker (Cephalophus jentinki Thomas, 1892)
- Gelbrückenducker (Cephalophus silvicultor (Afzelius, 1815))
- Abbott-Ducker (Cephalophus spadix True, 1890)

- Gattung Cephalophorus Gray, 1842

- Uëlle-Weißbauchducker (Cephalophorus arrheni (Lönnberg, 1917))
- Brooke-Ducker (Cephalophorus brookei (Thomas, 1903))
- Petersducker (Cephalophorus callipygus (Peters, 1876))
- Weißbeinducker (Cephalophorus crusalbum (Grubb, 1978))
- Elgon-Schwarzstirnducker (Cephalophorus forsteri (St. Leger, 1934))
- Harvey-Rotducker (Cephalophorus harveyi (Thomas, 1893))
- Kenia-Schwarzstirnducker (Cephalophorus hooki (St. Leger, 1934))
- Itombwe-Schwarzstirnducker (Cephalophorus hypoxanthus (Grubb & Groves, 2001))
- Johnston-Ducker (Cephalophorus johnstoni (Thomas, 1901))
- Lestrade-Ducker (Cephalophorus lestradei (Grubb & Groves, 1974))
- Weißbauchducker (Cephalophorus leucogaster (Gray, 1873))
- Natal-Rotducker oder Rotducker (Cephalophorus natalensis (A. Smith, 1834))
- Schwarzducker (Cephalophorus niger (Gray, 1846))
- Schwarzstirnducker (Cephalophorus nigrifrons (Gray, 1871))
- Ogilby-Ducker oder Fernando-Po-Ducker (Cephalophorus ogilbyi (Waterhouse, 1838))
- Ruwenzori-Schwarzstirnducker oder Ruwenzoriducker (Cephalophorus rubidus (Thomas, 1901))
- Rotflankenducker (Cephalophorus rufilatus (Gray, 1846))
- Weyns-Ducker (Cephalophorus weynsi (Thomas, 1901))

Eine weitere Art wird mit Cephalophorus cf. kivuensis angenommen. Die Form galt bisher weitgehend als Unterart des Schwarzstirnduckers und war im Jahr 1919 von Einar Lönnberg anhand eines weiblichen Individuums vom Kivusee im Osten der Demokratischen Republik Kongo eingeführt worden. Im Jahr 2022 veröffentlichte DNA-Analysen aus Kotproben aus dem Nationalpark Kahuzi-Biéga in der Kivuregion ergaben eine Sequenz, die nicht mit anderen Duckerarten des Gebietes übereinstimmt. Zudem ließen Fotos aus Kamerafallen Individuen erkennen, die Lönnbergs Form entsprechen. Bisher gelang es jedoch nicht, DNA-Proben vom Holotypus zu gewinnen, so dass keine eindeutige Überprüfung möglich war. Lediglich ein Museumsexemplar, das aus regionaler Nähe stammt, konnte untersucht werden. Dessen DNA-Sequenz fällt in die Variation der DNA aus den Kotresten.
Teilweise wurde die Gattung Philantomba, welche die sehr kleinen Blauducker umfasst, in der forschungsgeschichtlichen Vergangenheit als Untergattung von Cephalophus geführt. Peter Grubb und Colin Peter Groves erkannten dann in einer Studie im Jahr 2001 Philantomba als eigenständig an und platzierten die Gattung ihren morphologischen Untersuchungen zufolge an die Seite von Sylvicapra. Zur gleichen Zeit wurde eine molekulargenetische Analyse veröffentlicht, in der Philantomba die Schwestergruppe zu Cephalophus-Sylvicapra bildete, was unabhängig von der genauen stammesgeschichtlichen Stellung den eigenen Gattungscharakter von Philantomba unterstützte. Die Studie ergab innerhalb von Cephalophus insgesamt drei Entwicklungslinien. Die erste umfasst dabei die Riesenducker, zu denen etwa der Jentink-Ducker und der Schwarzrückenducker gehören, die zweite bilden die westafrikanischen Rotducker mit dem Petersducker und dem Ogilby-Ducker und die dritte die ostafrikanischen Rotducker, etwa der Natal-Rotducker und der Schwarzstirnducker. Eine weitere genetische Studie aus dem Jahr 2012 konnte dieses Ergebnis weitgehend bestätigen. Allerdings zeigte sie auch auf, dass weder der Sansibar-Ducker noch der Zebraducker einer dieser drei Gruppen genau zuzuordnen ist. Als weiteres Resultat erwies sich Sylvicapra als die Schwestergruppe der Riesenducker und somit tiefer in die Gattung Cephalophus eingebettet als ursprünglich vermutet, wodurch letztere als paraphyletisch anzusehen war. Infolgedessen wurde darüber diskutiert, ob die verschiedenen Rotducker-Arten aus Cephalophus auszuschließen seien – für sie wurde als alternativer Gattungsname Cephalophorus vorgeschlagen. Ebenso war Leucocephalophus als neue Gattung für den Sansibar-Ducker und Cephalophula für den Zebraducker in Diskussion. Die durch die Untersuchungen 2001 und 2012 herausgearbeiteten generellen Verwandtschaftsverhältnisse der Ducker stützte eine weitere genetische Analyse aus dem Jahr 2019. Im Jahr 2022 wurden im Zuge einer weiteren genetischen Studie die vorab gemachten Vorschläge umgesetzt und die Gattung Cephalophus aufgeteilt.
Wie die Ducker im System der Hornträger stehen, war lange Zeit stark umstritten. Es war früher allgemein üblich, die Ducker an den Beginn einer Hornträger-Systematik zu stellen; da man in ihnen große Ähnlichkeit mit den frühesten Hornträgern des Miozäns zu erkennen glaubte, hielt man sie für einen sehr ursprünglichen Zweig. Später, im Jahr 1992, verwies sie Alan W. Gentry aufgrund morphologischer Untersuchungen an die Seite der Rinder (Bovinae), während andere wiederum eine Mittlerstellung zwischen den Bovinae und den Antilopinae annahmen. Erste genetische Untersuchungen ergaben ein Nahverhältnis zu den Reduncini, also den Ried- (Redunca) und Wasserböcken (Kobus), ebenso wurde eine nahe Stellung zu den Kuhantilopen (Alcelaphini) vorgeschlagen. Neuere molekulargenetische Untersuchungen gruppieren die Ducker zusammen mit den Klippspringern (Oreotragini) und dem Kleinstböckchen (Neotragus). Der Grund für die teils stark abweichenden Zuweisungen liegt in den zahlreichen Ähnlichkeiten und Abweichungen der Ducker bezüglich ihrer Gene und Anatomie.

## Stammesgeschichte
Aus stammesgeschichtlicher Sicht sind die Ducker relativ jung. Die molekulargenetischen Untersuchungen sprechen für eine Entstehung im Oberen Miozän, was konsistent ist mit der Herausbildung anderer waldbewohnender Hornträger, etwa den Buschböcken. Die Gattung Philantomba spaltete sich demgemäß vor rund 7,55 Millionen Jahren von der Stammlinie ab, die Aufteilung in die Riesenducker und Sylvicapra erfolgte rund eine halbe Million Jahre später. Die Trennung der ost- und westafrikanischen Rotducker erfolgte erst im Pliozän vor etwa 3,53 Millionen Jahren. Die starke Diversifizierung der Rotducker, aber auch der anderen Linien ist möglicherweise ein Resultat der sich häufig ändernden Klimaverhältnisse im darauffolgenden Pleistozän. Während der Kältemaxima der Eiszeiten herrschten in Afrika trockenere Bedingungen, wodurch sich Offenlandschaften ausbreiteten und die Wälder zurückgedrängt wurden. Der geschlossene Waldgürtel in West- und Zentralafrika faserte auf und einzelne Populationen wurden so isoliert. Dies führte letztendlich zu allopatrischen Artbildungen.
Fossilnachweise von Duckern sind relativ selten. Aus Laetoli in Tansania stammen einzelne isolierte Zähne und Unterkieferfragmente. Ebenso wurde von einem Hornzapfen berichtet, der aber auch einer anderen Antilopenform angehören könnte. Die Funde sind knapp vier Millionen Jahre alt. Weitere Funde kamen in Koobi Fora in Kenia zu Tage und stehen am Übergang vom Pliozän zum Pleistozän. Darüber hinaus konnten einige Reste in Makapansgat in Südafrika geborgen werden, darunter einzelne Unterkieferfragmente und ein Hornzapfen. Aus Taung, ebenfalls Südafrika, wurde wiederum ein Oberkieferfragment registriert. Beide Fundstellen weisen eine ähnliche Altersstellung im Übergang vom Pliozän zum Pleistozän auf. Alle Funde werden bisher zur Gattung Cepahlophus gestellt.

## Bedrohung und Schutz
Obwohl der Gelbrückenducker, der Maxwell-Ducker, der Schwarzrückenducker und der Rotflankenducker derzeit noch sehr weit verbreitet sind, nehmen ihre Bestände in den meisten Bereichen ihrer Verbreitungsgebiete immer weiter ab. Dies ist auf die Abholzung der Tropenwälder zurückzuführen, die den Lebensraum der Ducker wesentlich reduziert. Zwar können die meisten Ducker in der waldähnlichen Sekundärvegetation durchaus auch überleben, doch besteht in dieser ein Jagddruck auf Wildtiere, nicht zuletzt, weil das zarte Fleisch der Ducker als Speise sehr geschätzt wird. Von Freizeit- und Trophäenjägern bleiben sie dagegen verschont.
Die IUCN führt den Sansibar-Ducker als vom Aussterben bedroht sowie den Jentink-Ducker, den Abbot-Ducker und den Zebraducker als stark gefährdet oder gefährdet.